# Galeria pałacowa
Galeria pałacowa (fr. La Galerie du Palais) – komedia Pierre’a Corneille’a z 1631 lub 1632 roku.
Dorymant zakochuje się w galerii handlowej w pięknej nieznajomej, którą spotyka następnego dnia, gdy z przyjacielem Lizandrem bawi u jego kochanki, Celidy. Nieznajoma, Hipolita, bardziej jednak interesuje się Lizandrem, który odrzucony przez Celidę, udaje zainteresowanie Hipolitą, by wzbudzić zainteresowanie swej kochanki. Ostatecznie po licznych perypetiach Lizander odzyskuje miłość Celidy, a Hipolita godzi się wyjść za Dorymanta.

## Data powstania utworu
Po  sukcesie Wdowy w tym samym roku (1631) albo już w następnym (1632) Corneille  wystawił w Paryżu przy pomocy zespołu Le Noir-Montdory Galerię pałacową, znowu z dużym powodzeniem.

## Osoby
| Osoba     | Jej rola w dramacie   |
| --------- | --------------------- |
| Plejrant  | ojciec Celidy         |
| Lizander  | zakochany w Celidzie  |
| Dorymant  | zakochany w Hipolicie |
| Chryzanta | matka Hipolity        |
| Celida    | córka Plejranta       |
| Hipolita  | córka Chryzanty       |
| Aront     | sługa Lizandra        |
| Kleant    | sługa Dorymanta       |
| Floris    | służaca Hipolity      |

## Treść

### Akt I
Floris zabiega u Aronta o pomoc w skłonieniu serca jego pana Lizandra ku Hipolicie, jej pani. Plejrant nakłania swą córkę, Celidę, by była przychylna Lizandrowi, dziewczynie wydaje się jednak, że to on nie jest nią zbyt zainteresowany. Przekazuje jednak Arontowi zaproszenie dla jego pana na popołudnie i zapowiada obecność Hipolity. Dorymant wybierając książki i rozmawiając z księgarzem o współczesnej literaturze, spostrzega przy sąsiednim stoisku piękną nieznajomą. Nie śmie do niej podejść wysyła więc swego sługę, Kleanta, by dowiedział się kim jest i gdzie mieszka. Lizander, który spotyka przyjaciela dostrzega, że ten zakochał się. Kleant powraca z niczym, zaatakowany na moście przez trzech uzbrojonych napastników, musiał ratować się ucieczką i stracił śledzoną kobietę z oczu. Zgnębionego Dorymanta Lizander zaprasza na obiad do Celidy. Ma się tam zjawić jej piękna przyjaciółka, która może zdoła rozproszyć smutek Dorymanta.

### Akt II
Dorymant spotyka u Celidy Hipolitę, która okazuje się osobą, w której się zakochał. Kobieta traktuje go jednak dość oschle. Lizander jest jednak przekonany, że przyjaciel ma u niej spore szanse, obiecuje też poprzeć starania przyjaciela, za pośrednictwem Plejranta, u matki Hipolity, Chryzanty. Hipolita ubolewa, że przez cały czas Lizander jej unikał. Floris obiecuje doprowadzić do ich spotkania. Hipolita zwierza się Celidzie swej przyjaciółce z uciążliwej dla niej obecności Dorymanta, który się o nią stara. Celidę Dorymant wyraźnie interesuje, zwierza się przyjaciółce, że ją tak samo męczy Lizander, który traktuje ją lekceważąco. Obiecuje przyjaciółce odprawić go. Lizander na wiadomość, że Celida z nim zrywa jest wstrząśnięty. Postanawia walczyć o odzyskanie jej względów.

### Akt III
Aront doradza swemu panu, by dla zwrócenia na siebie uwagi Celidy udał zainteresowanie inną. Lizander postanawia zacząć adorować przyjaciółkę Celidy, Hipolitę. Aront przekazuje Floris, a ta swojej pani, że Lizander chce się z nią spotkać. Elida spotyka się z przyjaciółką i opowiada jej o niepowodzeniu próby rozstania się z Lizandrem, który wykazał się taką wiernością dla niej, że ją samą głęboko wzruszył. Tymczasem Lizander w obecności Celidy zaczyna jawnie zalecać się do Hipolity. Celida skonsternowana wychodzi. Hipolita nie potrafi uwierzyć w szczerość Lizandra. Jest następnie świadkiem niezrozumiałej dla nie rozmowy ojca Elidy z jej matką o miłości. Sądzi początkowo, że Plejrant stara się o rękę jej matki, potem ku swemu przerażeniu, że o jej rękę. Ostatecznie okazuje się, że jedynie wstawia się za Dorymantem. Zniechęcona do Lizandra, Hipolita poważnie rozważa jego kandydaturę. Tymczasem Celida dotknięta do żywego niestałością Lizandra postanawia zwrócić się ku Dorymantowi. Dorymant, który przychodzi w odwiedziny do Hipolity nie zastaje jej w domu. Jej służąca przekazuje mu, że jej pani, odkąd zaczął zabiegać o nią Liznader, nie widzi poza nim świata.

### Akt IV
Hipolita rozmawia z Arontem o Lizandrze. Dorymant domyśla się z tego, że to Lizander wysłał go do niej i pragnie zemsty. Celida radzi mu, by pomścił się w ten sam sposób, starając się o inną i proponuje siebie jako narzędzie zemsty. Dorymantowi jednak taka zemsta wydaje się zbyt kobieca. Lizander łaje Aronta za szkodliwe rady. Hipolita próbuje porozmawiać z Lizandrem, ten jednak jej unika. Celida z kolei, która widzi ich rozmawiających, sądzi przeciwnie, że jest nią zainteresowany. Hipolita jest zrażona zachowaniem Lizandra, a niezbyt zainteresowana Dorymantem, chętnie więc odstąpiłaby obydwu adoratorów przyjaciółce. Plejrant wstawia się u Hipolity za zakochanym w niej Dorymantem, co jak wyznaje córce robi na prośbę Lizandra. Celida jest zupełnie zdezorientowana, co do zamiarów jej narzeczonego. Kleant, Floris i Aront zjawiają się w Galerii pałacowej po odbiór towarów zamówionych przez ich państwo, jednocześnie wymieniają uwagi o ich staraniach.

### Akt V
Rozgniewany nielojalnością przyjaciela Lizander postanawia wyzwać go na pojedynek. Dorymant nie rozumie czego przyjaciel od niego chce, zarzuca mu jednak, że wcale nie ułatwia mu spotkania z Hipolitą. Celida rozdziela powaśnionych przyjaciół. Lizander zarzuca Celidzie, że nim gardzi, Celida z kolei, że porzucił ją dla Hipolity. Lizander wyznaje, że zabiegając o względy Hipolity, chciał wzbudzić w niej zazdrość i rozniecić miłość. Kochankowie godzą się wreszcie. Dorymant zarzuca Hipolicie, że unika go od kilku dni i że jej serce jest zajęte kim innym. Hipolita przyznaje, że zanim poznała Dorymanta, była zakochana w Lizandrze. Jeśli jednak okaże się, że nie ma szans, by go zdobyć, za zgodą matki, odda rękę Dorymantowi. Lizander i Celida informują ich o swym pogodzeniu się i o motywach swego postępowania. W tej sytuacji Hipolita podtrzymuje swą obietnicę. Dorymant musi zwrócić się do matki Hipolity. Dorymant zwraca się do Chryzanty, by nakazała córce małżeństwo. Ta jednak twierdzi, że nie może rozkazywać sercu, wyraża jednak swoje przyzwolenie na ten związek.

## Analiza
Sztuka otrzymała nazwę od galerii handlowej, w której Dorymant spotyka po raz pierwszy Hipolitę i w niej się zakochuje. Pomysł takiego umiejscowienia akcji jest okazją do ukazania na scenie kupców, ich barwnego języka, i przytoczenia obiegowych sądów o najnowszych książkach. Dla zachowania symetrii autor jeszcze raz pod koniec IV aktu powrócił do Galerii pałacowej, tym razem jednak wysłał do niej jedynie sługi, które mają odebrać złożone przez ich chlebodawców zamówienia. Sceny te nie mają więc wpływu na rozwój akcji. Tak jak w poprzednich komediach Corneille nie przestrzega jedności czasu i miejsca akcji. Sztuka rozgrywa się w ciągu pięciu kolejnych dni. Akcja toczy się zasadniczo przed sąsiadującymi ze sobą domami Celidy i Hipolity. Odstępstwem od zasady jedności miejsca są tym razem tylko sceny w galerii handlowej. W Galerii pałacowej autor zastąpił, występującą we wcześniejszych komediach, wywodzącą się z komedii antycznej, postać Piastunki, postacią służącej.